# Palestina do Pará
Palestina do Pará is een gemeente in de Braziliaanse deelstaat Pará. De gemeente telt 7.301 inwoners (schatting 2009).